# Protokół Wide-Mouth Frog
Protokół Wide-Mouth Frog – jeden z najprostszych symetrycznych protokołów uwierzytelniania oraz wymiany klucza, który do wymiany wykorzystuje zaufany komputer główny. W protokole tym każdy z użytkowników dzieli swój klucz tajny z zaufanym komputerem głównym. Klucze te używane są tylko do dystrybucji kluczy, nie do szyfrowania wymienianych wiadomości. Protokół jest następujący:
- Alicja szyfruje wiadomość zawierającą znacznik czasu, identyfikator Boba oraz losowy klucz sesyjny, za pomocą klucza tajnego współdzielonego z zaufanym komputerem głównym a następnie wysyła całość do zaufanego komputera wraz ze swoim identyfikatorem.
- zaufany komputer odszyfrowuje wiadomość a następnie szyfruje wiadomość zawierającą nowy znacznik czasu, identyfikator Alicji oraz losowy klucz sesyjny za pomocą klucza tajnego współdzielonego z Bobem i wysyła ją Bobowi